# 福岡縣公安委員會
福岡縣公安委員會（日语：／ Fukuokaken kō'an-i'inkai */?）是由福岡縣知事所轄，負責管理福岡縣警察的行政委員會，由5名委員組成。

## 委員
- 委員長
  - 杉美奈子
- 委員
  - 澀田一典
  - 瓦林達比古
  - 藤本昭
  - 日向祥剛

## 下部組織
- 福岡縣警察

## 外部連結
- 福岡県公安委員会 （页面存档备份，存于）